# 国家海洋博物馆
国家海洋博物馆（英語：National Maritime Museum of China），位于中华人民共和国天津市滨海新区中新天津生态城滨海旅游区荣盛路与海轩道交口，由中华人民共和国自然资源部与天津市人民政府共建共管，隶属于天津市滨海新区人民政府的公益二类文化事业单位，集收藏、展示、研究、教育于一体的中国唯一国家级综合性海洋博物馆。2019年5月1日，国家海洋博物馆对外开放试运营，也是全世界规模最大的海洋博物馆。

## 筹建背景与选址

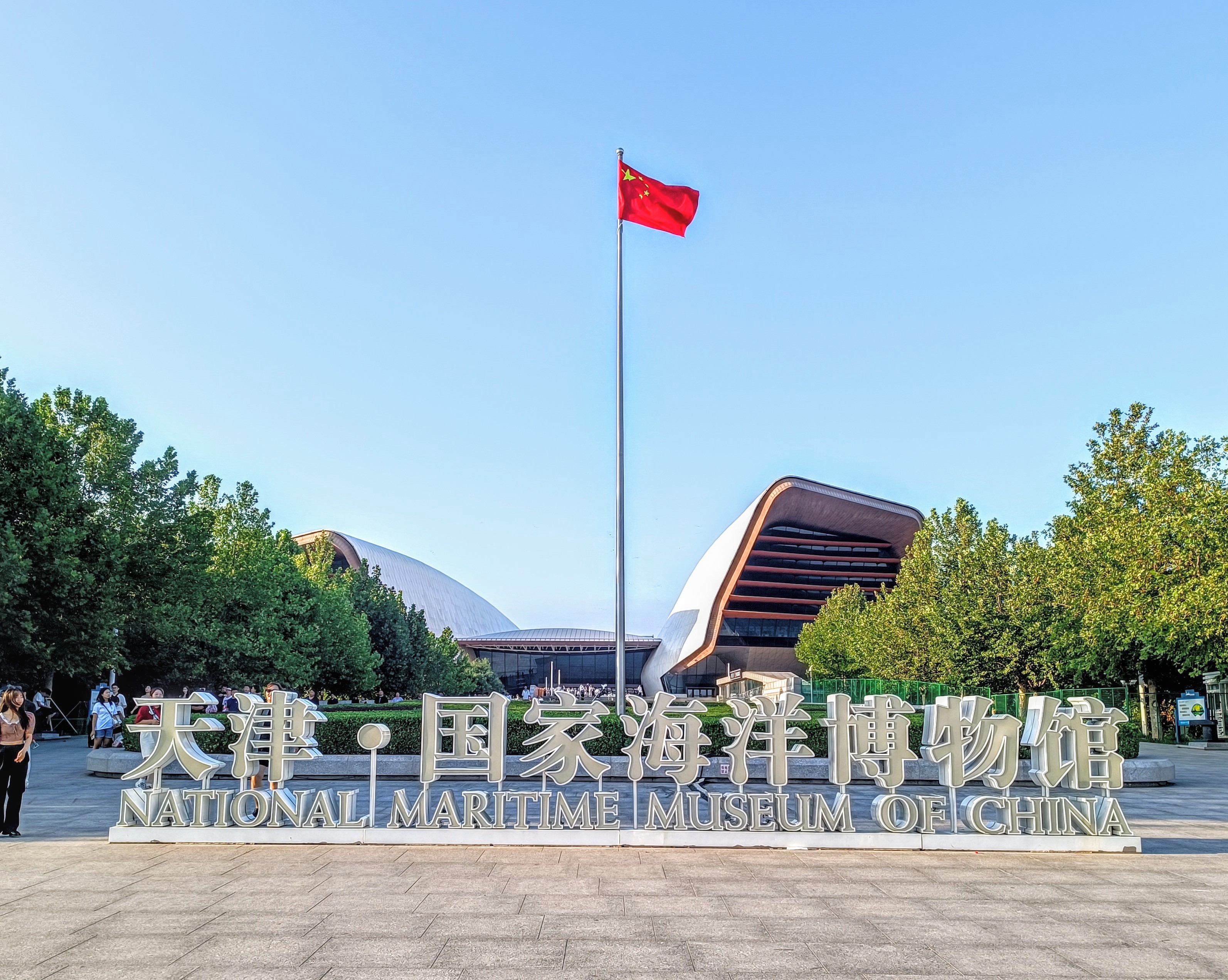
国家海洋博物馆

2007年9月，30余位中国科学院和中国工程院院士联名致信国务院，建议建设一座与中国“海洋大国”地位相匹配的现代化综合性海洋博物馆，该建议随后获得国务院批准。国家海洋博物馆作为中国首座国家级海洋博物馆，其选址过程因涉及国家战略和地方发展，要求十分严格，相关决策亦较为慎重。自2008年起，国家海洋局等部门多次开展论证工作。同年4月，为争取将国家海洋博物馆落户天津，天津市政府成立了“天津市申请建设国家海洋博物馆工作领导小组”，由时任市长黄兴国担任组长。
2010年4月，国家发展和改革委员会正式批复同意国家海洋博物馆选址天津市滨海新区东部临海区域，理由是该地具有“近海临都”的区位优势，同时在建设条件和交通条件方面具备可行性。在此过程中，天津市城市规划设计研究院滨海分院会同天津市海洋局等部门，对世界主要海洋博物馆及国内大型专业博物馆进行了调研，以为天津滨海新区的选址和建设提供参考。
在确定开发模式和建设规模后，选址工作组先后考察了滨海新区下辖的南港工业区、临港工业区、海港物流区和滨海旅游区四个临海功能区。经过比较，滨海旅游区因与项目定位契合度最高，并可与周边的“基辅号”航母主题公园、古海岸贝壳堤遗迹、渤海海洋监测监视基地等项目形成互补的海洋主题集群，最终被确定为选址区域。在滨海旅游区内，工作组进一步提出古贝壳堤旁、渤海海洋监视基地东侧和核心区对岸三处方案，最终确定核心区对岸作为国家海洋博物馆的建设地点。

## 建设
2011年5月17日，国家海洋局宣传教育中心与天津市海洋局签署协议，建立国家海洋博物馆建设管理工作协调机制，双方按照国家海洋局和天津市人民政府的要求，共同推进筹建相关工作。
2012年11月至2013年2月，国家海洋博物馆筹建工作两次面向全球征集建筑设计方案。进入初评的六家机构包括德国GMP国际建筑设计有限公司、美国普雷斯顿·科斯特·科恩设计公司、西班牙EMBT建筑事务所、美国KDG建筑设计有限公司、英国沃特曼国际工程公司及华南理工大学。第二轮征集中，澳大利亚建筑师、悉尼奥运会主场馆首席设计师菲利普·考克斯的方案获全票通过，由天津市建筑设计院名誉院长刘景樑担任中方总设计师。2013年，该设计方案在新加坡举办的世界建筑节上获得“2013年度世界建筑奖”“世界文化建筑奖”和“年度最佳竞赛设计奖”三项大奖。
2013年3月29日，天津市人民政府与国家海洋局联合成立国家海洋博物馆管理委员会，负责协调和决定建设及运行管理中的重大事项。同年4月18日，国家海洋博物馆工程选址意见书获得天津市规划局批准。
2014年10月，国家海洋博物馆馆舍正式开工建设。2017年2月，馆舍主体结构封顶。2018年12月，工程通过竣工验收。

## 展览

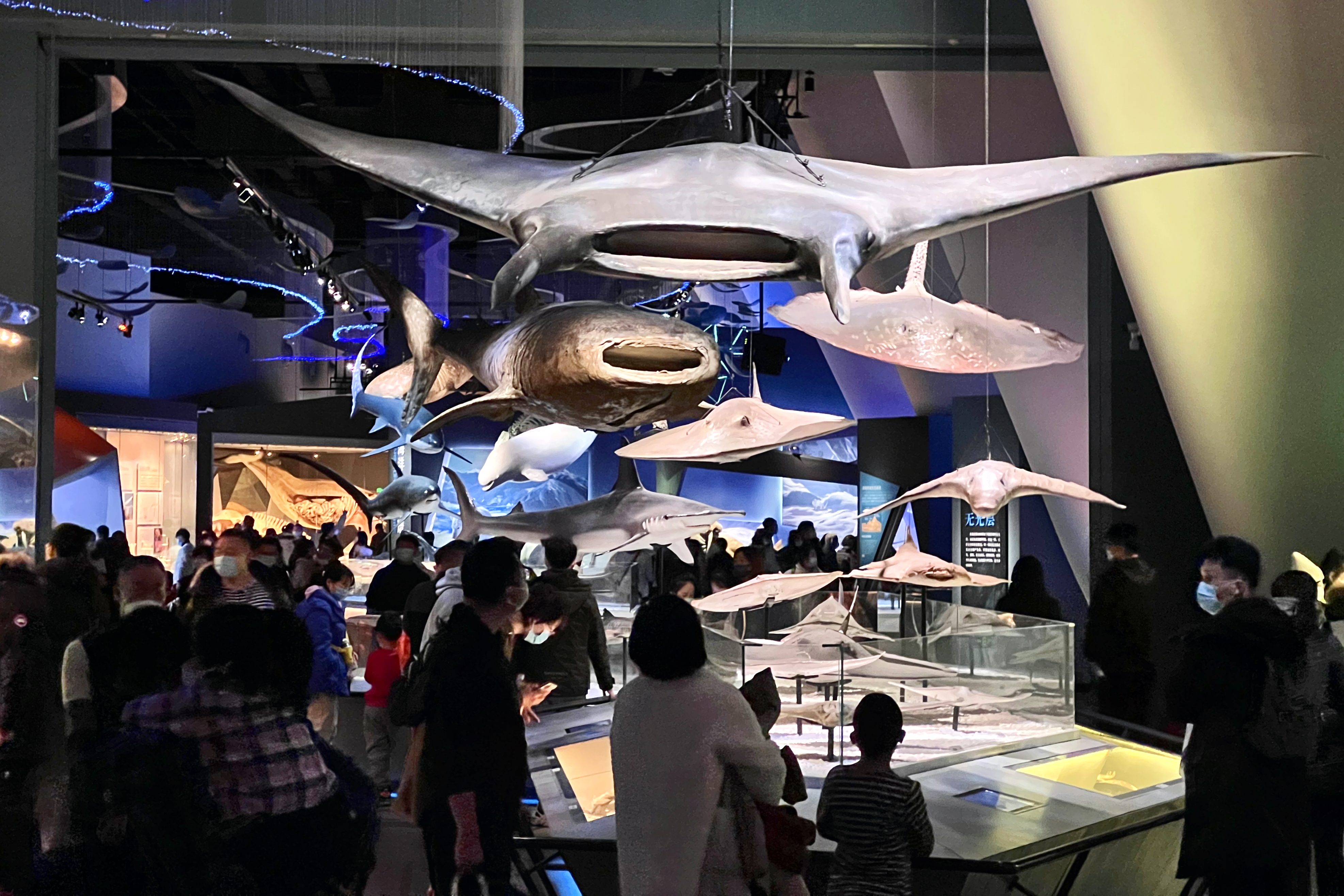
中国国家海洋博物馆的蝠鲼、鲸鲨等海洋动物标本

2013年3月，国家海洋局宣传教育中心完成《国家海洋博物馆展陈大纲》编写，并通过专家评审。
2016年，国家海洋博物馆筹建办公室发布《国家海洋博物馆自然类标本征集公告》，面向国内外公开征集自然类标本及展藏品。
2019年5月1日，国家海洋博物馆开馆试运行，首批开放“远古海洋”“今日海洋”“发现之旅”和“龙的时代”四个展厅。其中，“远古海洋”展厅位于馆舍一层，面积2577平方米，以地质演化顺序为主线展示地球海洋46亿年的演化历程。
2020年1月，馆方计划在春节期间将试运行阶段的每日预约接待量由8000人提升至15000人，但因2019冠状病毒病疫情爆发，自1月24日起暂停对外开放。同年7月14日，国家海洋博物馆恢复开放。

## 周边
国家海洋博物馆位于天津市滨海新区中新天津生态城滨海旅游区内，周边有东堤公园、滨海妈祖文化园、航母主题公园、遗鸥公园、东疆湾沙滩公园等。

## 开放
- 时间：每天9:00-17:00，16:30开始停止入馆，周一闭馆（节假日除外）
- 费用：入馆免费预约[20]，30~50人团队讲解30元/人[21]